# Груба магія
«Груба магія» — романтична кінокомедія, знята на основі роману «Міс Шамвей махає чарівною паличкою» Джеймса Гедлі Чейза з Бріджит Фонда, Расселом Кроу та Джимом Бродбентом у головних ролях.

## Сюжет
Красуня Майра, яка працює асистенткою ілюзіоніста, несподівано тікає в Мексику від свого багатого нареченого напередодні весілля. Чоловік наймає приватного детектива Алекса, який знайшовши жінку закохується в неї. Шахрай Док вмовляє Майру взяти участь у пошуках стародавнього зілля. З ними вирушає й Алекс.

## У ролях
| Актор                  | Роль           |
| ---------------------- | -------------- |
| Бріджит Фонда          | Майра          |
| Рассел Кроу            | Алекс Росс     |
| Джим Бродбент          | Док Анселл     |
| Дональд Воррен Моффетт | Кліфф Вайтт    |
| Пол Родрігес           | Дієго          |
| Кеннет Марс            | ілюзіоніст     |
| Енді Романо            | Клейтон        |
| Річард Шифф            | Марвін Віггінс |

## Створення фільму

### Виробництво
Зйомки фільму проходили в Мексиці, США та Гватемалі.

### Знімальна група
- Кінорежисер — Клер Пепло
- Сценаристи — Роберт Мунді, Вільям Брукфілд, Клер Пепло
- Кінопродюсер — Лорі Паркер
- Композитор — Річард Гартлі
- Кінооператор — Джон Дж. Кембелл
- Кіномонтаж — Сюзанн Гартлі
- Художник-постановник — Вальдемар Каліновскі
- Артдиректор — Бріджет Брош, Баррі Кінгстон
- Художник-декоратор — Флоренс Феллмен, Андре Красоєвіч
- Художник з костюмів — Річард Горнунг[2].

## Сприйняття

### Критика
Фільм отримав переважно негативні відгуки. На сайті Rotten Tomatoes оцінка стрічки становить 14 % на основі 7 відгуків від критиків (середня оцінка 4,6/10) і 37 % від глядачів із середньою оцінкою 2,9/5 (1 552 голоси). Фільму зарахований «гнилий помідор» від кінокритиків та «розсипаний попкорн» від глядачів, Internet Movie Database — 5,5/10 (1 617 голосів).

### Номінації та нагороди
| Нагороди та номінації фільму «Груба магія» | Нагороди та номінації фільму «Груба магія»        | Нагороди та номінації фільму «Груба магія» | Нагороди та номінації фільму «Груба магія» | Нагороди та номінації фільму «Груба магія» | Нагороди та номінації фільму «Груба магія» |
| Рік                                        | Кінофестиваль/кінопремія                          | Категорія/нагорода                         | Номінант                                   | Результат                                  |                                            |
| ------------------------------------------ | ------------------------------------------------- | ------------------------------------------ | ------------------------------------------ | ------------------------------------------ | ------------------------------------------ |
| 1995                                       | Кінофестиваль у Сіджесі                           | Найкраща акторка                           | Бріджит Фонда                              | Перемога                                   |                                            |
| 1995                                       | Кінофестиваль у Сіджесі                           | Найкращий фільм                            | «Груба магія»                              | Номінація                                  |                                            |
| 1996                                       | Італійський національний синдикат кіножурналістів | Найкращий жіночий дубляж                   | Антонелла Рендіна                          | Перемога                                   |                                            |